# Dél-Korea az 1994. évi téli olimpiai játékokon
Dél-Korea a norvégiai Lillehammerben megrendezett 1994. évi téli olimpiai játékok egyik részt vevő nemzete volt. Az országot az olimpián 6 sportágban 21 sportoló képviselte, akik összesen 6 érmet szereztek.

## Érmesek
| Érem  | Versenyző                                                                                              | Sportág                    | Versenyszám      |
| ----- | --- | -------------------------- | ---------------- |
| Arany | Cshe Dzsihun (Chae Ji-hun)                                                                             | Rövidpályás gyorskorcsolya | Férfi 500 m      |
| Arany | Kim Gihun                                                                                              | Rövidpályás gyorskorcsolya | Férfi 1000 m     |
| Arany | Cson Igjong (Jeon Igyeong)                                                                             | Rövidpályás gyorskorcsolya | Női 1000 m       |
| Arany | Cson Igjong (Jeon Igyeong) Kim Szohi (Kim So-hui) Kim Junmi (Kim Yun-mo) Von Hjegjong (Won Hye-gyeong) | Rövidpályás gyorskorcsolya | Női 3000 m váltó |
| Ezüst | Cshe Dzsihun (Chae Ji-hun)                                                                             | Rövidpályás gyorskorcsolya | Férfi 1000 m     |
| Bronz | Kim Szohi (Kim So-hui)                                                                                 | Rövidpályás gyorskorcsolya | Női 1000 m       |

## Alpesisí
Férfi
| Versenyző                 | Versenyszám      | 1. futam | 1. futam | 2. futam | 2. futam | Összesítés | Összesítés |
| Versenyző                 | Versenyszám      | Idő      | Hely.    | Idő      | Hely.    | Idő        | Helyezés   |
| ------------------------- | ---------------- | -------- | -------- | -------- | -------- | ---------- | ---------- |
| Ho Szunguk (Heo Seung-uk) | Műlesiklás       | 1:07,43  | 29.      |          | 20.      | 2:13,66    | 21.        |
| Ho Szunguk (Heo Seung-uk) | Óriás-műlesiklás | 1:38,08  | 43.      | 1:29,67  | 34.      | 3:07,75    | 33.        |

## Gyorskorcsolya
Férfi
| Versenyző                            | Versenyszám | Eredmény | Helyezés |
| ------------------------------------ | ----------- | -------- | -------- |
| Kim Junman (Kim Yun-man)             | 500 m       | 37,10    | 14.      |
| Kim Junman (Kim Yun-man)             | 1000 m      | 1:14,97  | 18.      |
| Csegal Szongnjol (Jegal Seong-ryeol) | 500 m       | 37,90    | 30.      |
| Csegal Szongnjol (Jegal Seong-ryeol) | 1000 m      | 1:16,64  | 39.      |
| I Dzsesik (Lee Jae-sik)              | 500 m       | 38,10    | 34.*     |
| I Dzsesik (Lee Jae-sik)              | 1000 m      | 1:16,96  | 40.      |
| I Dzsesik (Lee Jae-sik)              | 1500 m      | 2:20,60~ | 41.      |
| I Kjuhjok (Lee Gyu-hyeok)            | 500 m       | 38,13    | 36.      |
| I Kjuhjok (Lee Gyu-hyeok)            | 1000 m      | 1:15,92  | 32.      |

Női
| Versenyző                      | Versenyszám | Eredmény | Helyezés |
| ------------------------------ | ----------- | -------- | -------- |
| Ju Szonhi (Yu Seon-hui)        | 500 m       | 39,92    | 5.       |
| Ju Szonhi (Yu Seon-hui)        | 1000 m      | 1:21,40  | 15.      |
| Kang Mijong (Kang Mi-yeong)    | 500 m       | 41,96    | 28.      |
| Kang Mijong (Kang Mi-yeong)    | 1000 m      | 1:24,19  | 32.      |
| Csong Bejong (Jeong Bae-yeong) | 500 m       | 42,63    | 31.      |
| Csong Bejong (Jeong Bae-yeong) | 1000 m      | 1:25,93  | 36.      |
| Cson Hidzsu (Jeon Hui-ju)      | 500 m       | 43,05    | 32.      |
| Cson Hidzsu (Jeon Hui-ju)      | 1000 m      | 1:25,67  | 35.      |
| Cson Hidzsu (Jeon Hui-ju)      | 1500 m      | 2:12,14  | 30.      |
| Pek Unbi (Baek Eun-bi)         | 3000 m      | 4:34,86  | 23.      |

* - egy másik versenyzővel azonos eredményt ért el

~ - a futam során elesett

## Műkorcsolya
| Versenyző                      | Versenyszám  | Rövid program     | Rövid program | Rövid program | Kűr               | Kűr   | Kűr         | Összesítés         | Összesítés |
| Versenyző                      | Versenyszám  | Több. hely. száma | Hely.         | Hely. pont.   | Több. hely. száma | Hely. | Hely. pont. | Helyezési pontszám | Helyezés   |
| ------------------------------ | ------------ | ----------------- | ------------- | ------------- | ----------------- | ----- | ----------- | ------------------ | ---------- |
| Csong Szongil (Jeong Seong-il) | Férfi egyéni | 5×18+             | 18.           | 9,0           | 5×16+             | 16.   | 16,0        | 25,0               | 17.        |
| I Jundzsong (Lee Yun-jeong)    | Női egyéni   | 5×23+             | 24.           | 12,0          | 6×20+             | 20.   | 20,0        | 32,0               | 21.        |

## Rövidpályás gyorskorcsolya
Férfi
| Versenyző                  | Versenyszám | Előfutam | Előfutam | Negyeddöntő | Negyeddöntő | Elődöntő | Elődöntő | B döntő | B döntő | Döntő   | Döntő   | Helyezés |
| Versenyző                  | Versenyszám | Idő      | Hely.    | Idő         | Hely.       | Idő      | Hely.    | Idő     | Hely.   | Idő     | Hely.   | Helyezés |
| -------------------------- | ----------- | -------- | -------- | ----------- | ----------- | -------- | -------- | ------- | ------- | ------- | ------- | -------- |
| Cshe Dzsihun (Chae Ji-hun) | 500 m       | 44,36    | 1.       | 44,69       | 1.          | 43,72    | 2.       |         |         | 43,45   | 1.      |          |
| Cshe Dzsihun (Chae Ji-hun) | 1000 m      | 1:32,11  | 1.       | 1:31,40     | 1.          | 1:31,56  | 1.       |         |         | 1:34,92 | 2.      |          |
| Kim Gihun                  | 500 m       | 45,32    | 2.       | 44,04       | 3.          | kiesett  | kiesett  | kiesett | kiesett | kiesett | kiesett | 12.      |
| Kim Gihun                  | 1000 m      | 1:33,63  | 1.       | 1:30,89     | 2.          | 1:31,69  | 1.       |         |         | 1:34,57 | 1.      |          |
| I Dzsunho (Lee Jun-ho)     | 500 m       | 45,41    | 2.       | 45,27       | 2.          | 45,97    | 3.       | 45,13   | 2.      |         |         | 6.       |
| I Dzsunho (Lee Jun-ho)     | 1000 m      | 1:33,67  | 1.       | 1:29,58     | 1.          | 1:31,93  | 3.       | 1:44,99 | 3.      |         |         | 5.       |

Női
| Versenyző                                                                                              | Versenyszám  | Előfutam | Előfutam | Negyeddöntő | Negyeddöntő | Elődöntő | Elődöntő | B döntő | B döntő | Döntő   | Döntő   | Helyezés |
| Versenyző                                                                                              | Versenyszám  | Idő      | Hely.    | Idő         | Hely.       | Idő      | Hely.    | Idő     | Hely.   | Idő     | Hely.   | Helyezés |
| --- | ------------ | -------- | -------- | ----------- | ----------- | -------- | -------- | ------- | ------- | ------- | ------- | -------- |
| Von Hjegjong (Won Hye-gyeong)                                                                          | 500 m        | 48,08    | 2.       | 48,87       | 2.          | 47,63    | 2.       |         |         | 47,63   | 4.      | 4.       |
| Von Hjegjong (Won Hye-gyeong)                                                                          | 1000 m       | 1:42,75  | 1.       | 1:39,03     | 3.          | kiesett  | kiesett  | kiesett | kiesett | kiesett | kiesett | 9.       |
| Kim Szohi (Kim So-hui)                                                                                 | 500 m        | 47,77    | 2.       | 46,97       | 1.          | 46,36    | 3.       | 49,01   | 1.      |         |         | 5.       |
| Kim Szohi (Kim So-hui)                                                                                 | 1000 m       | 1:43,76  | 1.       | 1:38,61     | 1.          | 1:37,17  | 1.       |         |         | 1:37,09 | 3.      |          |
| Cson Igjong (Jeon Igyeong)                                                                             | 500 m        | 47,14    | 2.       | 1:09,56     | 4.          | kiesett  | kiesett  | kiesett | kiesett | kiesett | kiesett | 15.      |
| Cson Igjong (Jeon Igyeong)                                                                             | 1000 m       | 1:40,49  | 2.       | 1:40,30     | 2.          | 1:55,07  | 2.       |         |         | 1:36,87 | 1.      |          |
| Cson Igjong (Jeon Igyeong) Kim Szohi (Kim So-hui) Kim Junmi (Kim Yun-mi) Von Hjegjong (Won Hye-gyeong) | 3000 m váltó |          |          |             |             | 4:27,15  | 2.       |         |         | 4:26,64 | 1.      |          |

## Sífutás
Férfi
| Versenyző                          | Versenyszám         | Eredmény  | Helyezés |
| ---------------------------------- | ------------------- | --------- | -------- |
| Pak Pjongcshol (Park Byeong-cheol) | 10 km               | 28:47,3   | 77.      |
| Pak Pjongcshol (Park Byeong-cheol) | 15 km üldözőverseny | 45:36,3   | 65.      |
| Pak Pjongcshol (Park Byeong-cheol) | 30 km               | 1:24:16,0 | 56.      |
| An Dzsinszu (An Jin-su)            | 10 km               | 28:42,9   | 75.      |
| An Dzsinszu (An Jin-su)            | 15 km üldözőverseny | 46:56,1   | 68.      |
| An Dzsinszu (An Jin-su)            | 30 km               | 1:23:21,4 | 51.      |